# Salut maritime
Pour les articles homonymes, voir Salut.
Le salut maritime est une salutation qui peut prendre différentes formes et suit des conventions qui peuvent varier en fonction de la nature des bateaux. D'autre part, on dit que le navire salue lorsqu'il gîte lors d'un changement de direction.

## Salut entre navires

### Navires de commerce
Par le passé, les navires de commerce échangeaient des saluts lorsqu'ils étaient de même nationalité et notamment s'ils appartenaient à la même compagnie. Le navire le moins important salue le premier, ou bien les deux navires saluent ensemble au moment précis où ils se croisent. Ceci n'a plus cours de nos jours. Ce salut s'accompagne parfois de trois coups de sifflet.

#### À l’aide dupavillon national
En France, la règle veut que les navires de commerce de nationalité française saluent obligatoirement les bâtiments de la Marine nationale en abaissant trois fois leur pavillon ; le navire de guerre répond en abaissant une fois le sien. La diminution des équipages sur les navires de commerce fait qu’il est souvent difficile de trouver du personnel pour effectuer ce salut qui a donc tendance à disparaître.

### Navires de guerre
L'unité qui salue la première sera le bâtiment qui arbore la marque de commandement la moins importante, ou en l’absence de marque celle dont le commandant est le plus jeune dans le grade le moins élevé. Le bâtiment de classe inférieure diffuse sur le réseau général « Garde à vous tribord ou bâbord ». Le gradé de faction rectifie la position, salue et effectue les coups de sifflet réglementaires (sur tribord, un son prolongé suivi d’un son bref puis la berloque trois sons brefs ; sur bâbord, un son prolongé suivi de deux sons brefs puis la berloque). Tout le personnel sur les extérieurs et du bord concerné, rectifie la position. Le bâtiment salué provoque la berloque, celle-ci est ensuite sifflée par le bâtiment ayant initié le salut.
Entre navires de nationalité différente, des saluts sont faits parfois, lorsqu'on le juge à propos.

#### Au canon

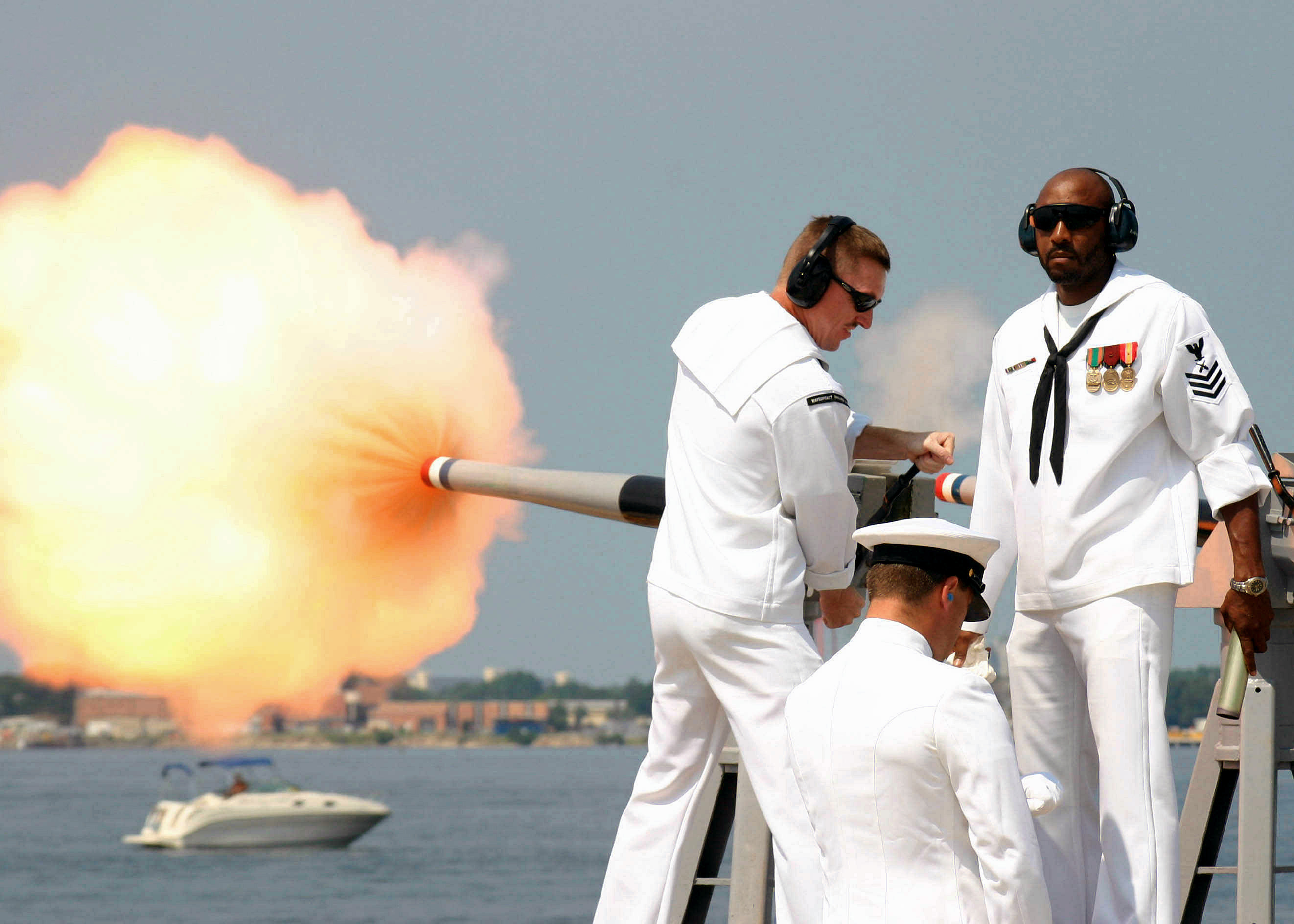
Soldats saluant au canon

Les saluts au canon sont régis par des règles internationales et des règlements intérieurs fixant le nombre de coups à tirer suivant l’importance de l’autorité que l’on salue.

### Petites unités
Sur des plus petits bateaux, de plaisance ou de pêche côtière, l’usage veut que l’on salue le navire que l’on croise en levant la main en sa direction, d’un geste assez ample. Le bateau salué répond ensuite de la même façon.

## Le navire salue

Dans un premier temps, gîte sur tribord, puis gîte sur bâbord quand la giration est engagée.

Si un bateau stabilisé sur son cap engage un changement de direction mettant la barre d’un bord, il donne pendant quelques secondes de la bande (gîte) sur ce bord, avant d’entamer sa giration. Dès que celle-ci est engagée, le navire donne de la bande du côté opposé.
Ce phénomène est dû à la force exercée par les filets d’eau sur le safran : en mettant la barre sur tribord, le safran s’appuie sur les filets d’eau sur sa face tribord, et crée une dépression sur la face bâbord. Cette force poussant les œuvres vives (partie de la coque immergée) de l’arrière du navire vers bâbord et n’étant pas compensée par la résistance des œuvres mortes, engendre donc une inclinaison sur tribord.
Une fois la giration engagée (quelques secondes plus tard), les filets d’eau appuient également sur l’ensemble des œuvres vives vers tribord, engendrant alors une inclinaison résultante sur bâbord car cette surface est beaucoup plus importante que celle du safran, à laquelle s’ajoute un effet centrifuge dans la courbe pour les navires à haut franc-bord.